# Брегаймен (національний парк)
Національний парк Брегаймен (норв. Breheimen nasjonalpark) (літ.: Будинок льодовиків) — це національний парк, створений 2009 року. Розташований у комунах Ск'як та Лома у фюльке Іннландет та в Лустер у фюльке Вестланн, Норвегія. Парк займає 1 671 квадратний кілометр (645 миля2) гірського масиву Брегаймен.

## Географія
Парк оточений трьома іншими національними парками: Національним парком Юстедалсбреєн, Національним парком Ютунгаймен та Національним парком Рейнгаймен. Парк включає гори Гестбреапіґґан, Тверрадалскирк'я та Голатінден, а також льодовики Гарбардсбрейн, Спортеґґбрейн та Голабрейн.

## Археологія
Улітку 2011 року було знайдено добре збережене чоловіче пальто, яке датується 300 р. н. е., що робить це пальто найстарішим у країні. Пальто знайшли в ліжку розтопленого льодовика.